# Valle de los Molinos
Valle de los Molinos es una localidad ubicada en el municipio de Zapopan, en el estado de Jalisco, México. Se encuentra al noroeste de la ciudad de Guadalajara y es una de las colonias más grandes de la zona metropolitana.[cita requerida]
Esta localidad se caracteriza por tener una gran cantidad de viviendas populares, así como por sus amplias avenidas y su infraestructura de servicios públicos, como escuelas, parques, plazas, estacionamientos y una unidad deportiva, además con un centro cultural. 

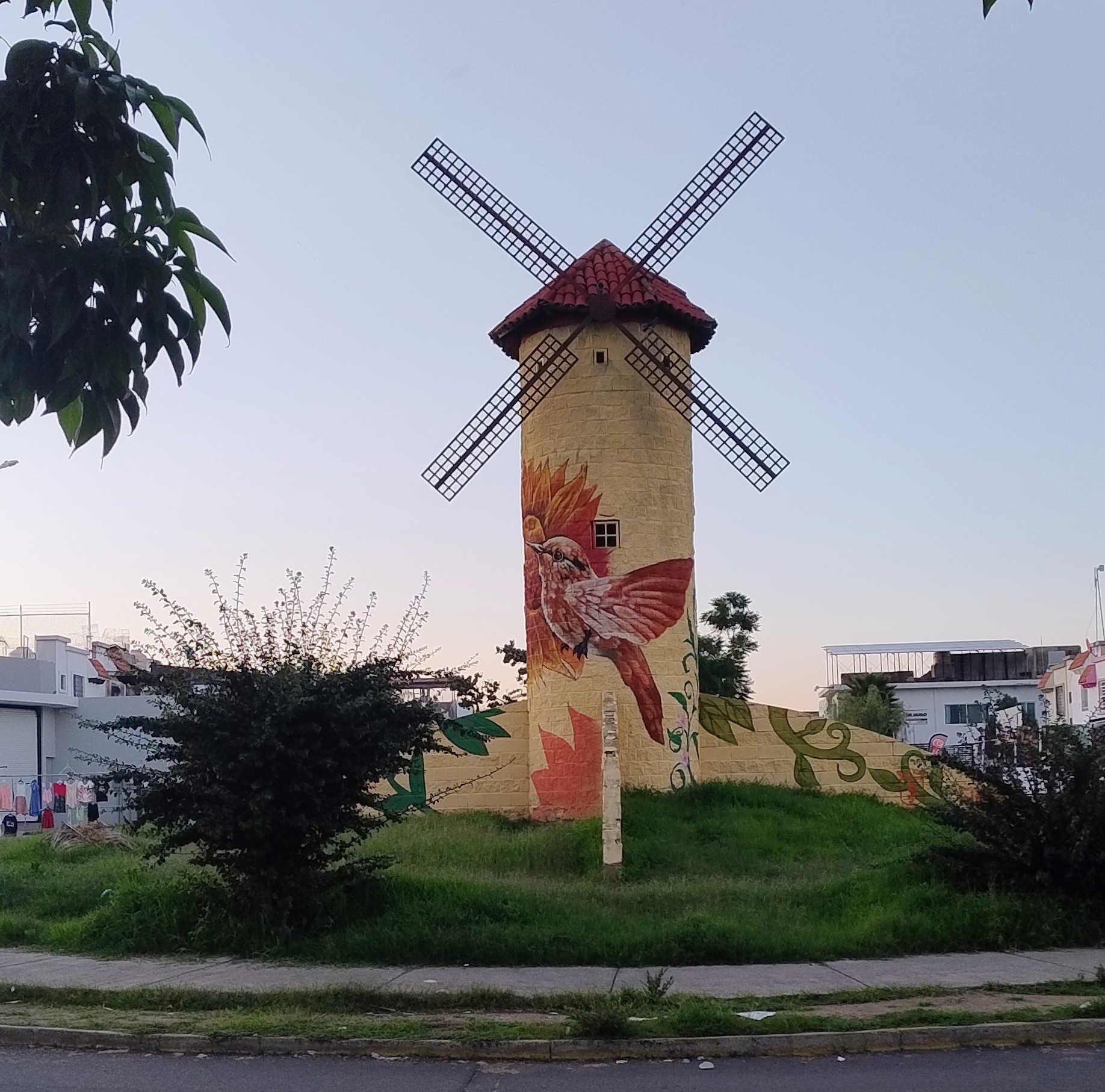
Uno de los 4 molinos que se encuentran en la colonia.

## Demografía
La localidad  de población actual de más de 39 327 , siendo una de las varias colonias en el municipio con mayor crecimiento en los últimos años.[cita requerida]

## Transporte
Las rutas de autobuses urbanos que atraviesan el Valle de los Molinos incluyen la ruta 632-B (que va desde la colonia hasta la Avenida Vallarta Y Avenida Patria), la ruta Servicio Express Zapopan(que va desde Plaza Patria Zapopan  hasta Valle de los Molinos) y la ruta Servicio Express Mesa Colorada que conecta Hasta Aquella localidad.
La Ruta C-117 (Que va desde Valle de los Molinos Hasta Alcalde O Transito)
La Ruta Línea 4 Del Sitren (Que va desde valle de los molinos hasta Terraza Belenes, en Periférico y Juan Pablo II)
La ruta 163 (Va desde valle de los molinos hasta Plaza Patria)
LA RUTA A-10 (va desde valle de los molinos hasta La Calzada Independencia)

## Clima
El clima de esta región es subtropical templado-cálido, aunque más fresco que en la zona metropolitana de Guadalajara. El mes más cálido es mayo, con temperaturas que pueden alcanzar hasta 37 °C y una media aproximada de 33 °C. El mes más frío, en promedio, presenta máximas de 24 °C y mínimas de 6 °C. Las temperaturas más bajas se registran a finales de diciembre, con una mínima promedio de 5 °C, pudiendo llegar hasta 2 °C en días fríos.
La diferencia de precipitaciones es muy marcada, con los meses más lluviosos de junio a septiembre, y los más secos de febrero a mayo. En diciembre y enero se registra un día de lluvia en promedio.

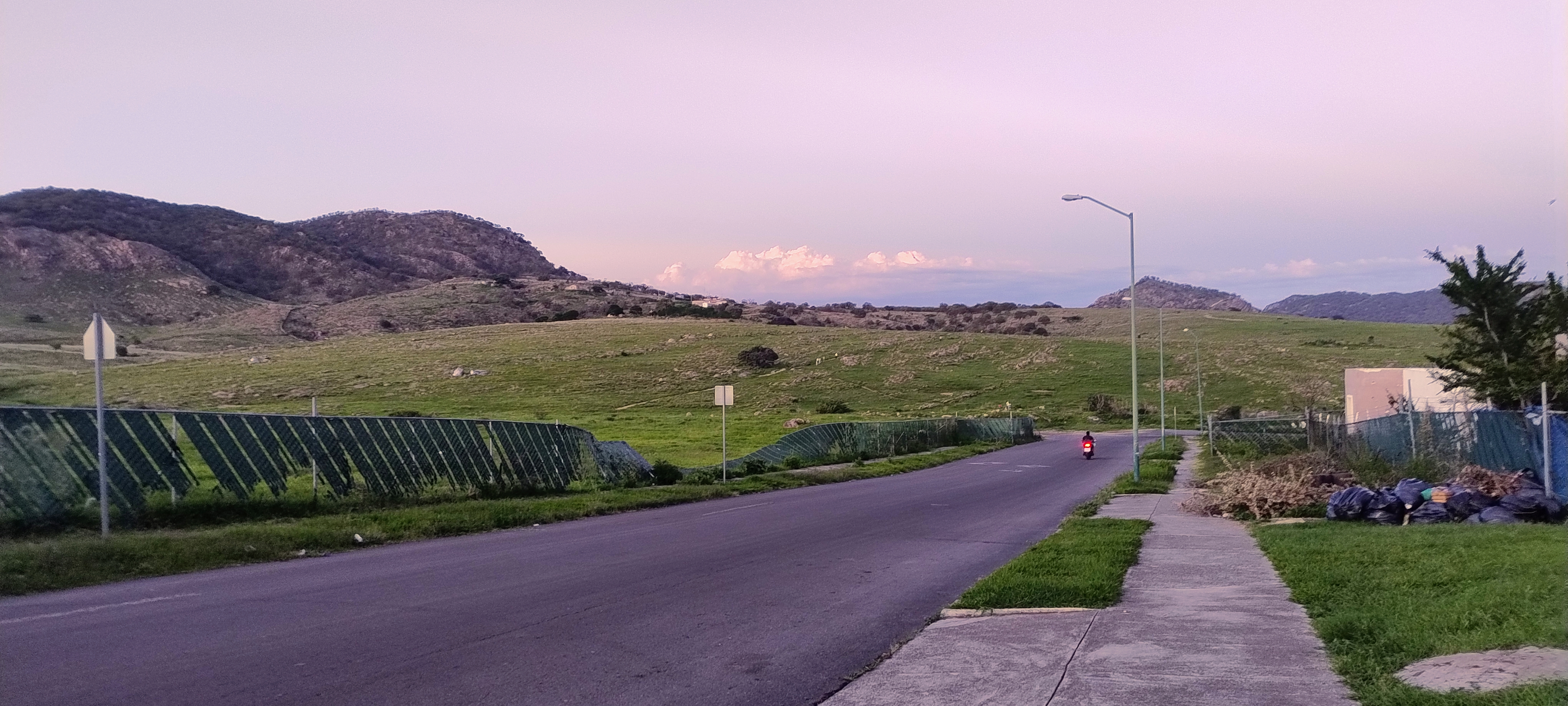
Paisaje rural de la localidad.